# Oberer Waldteich

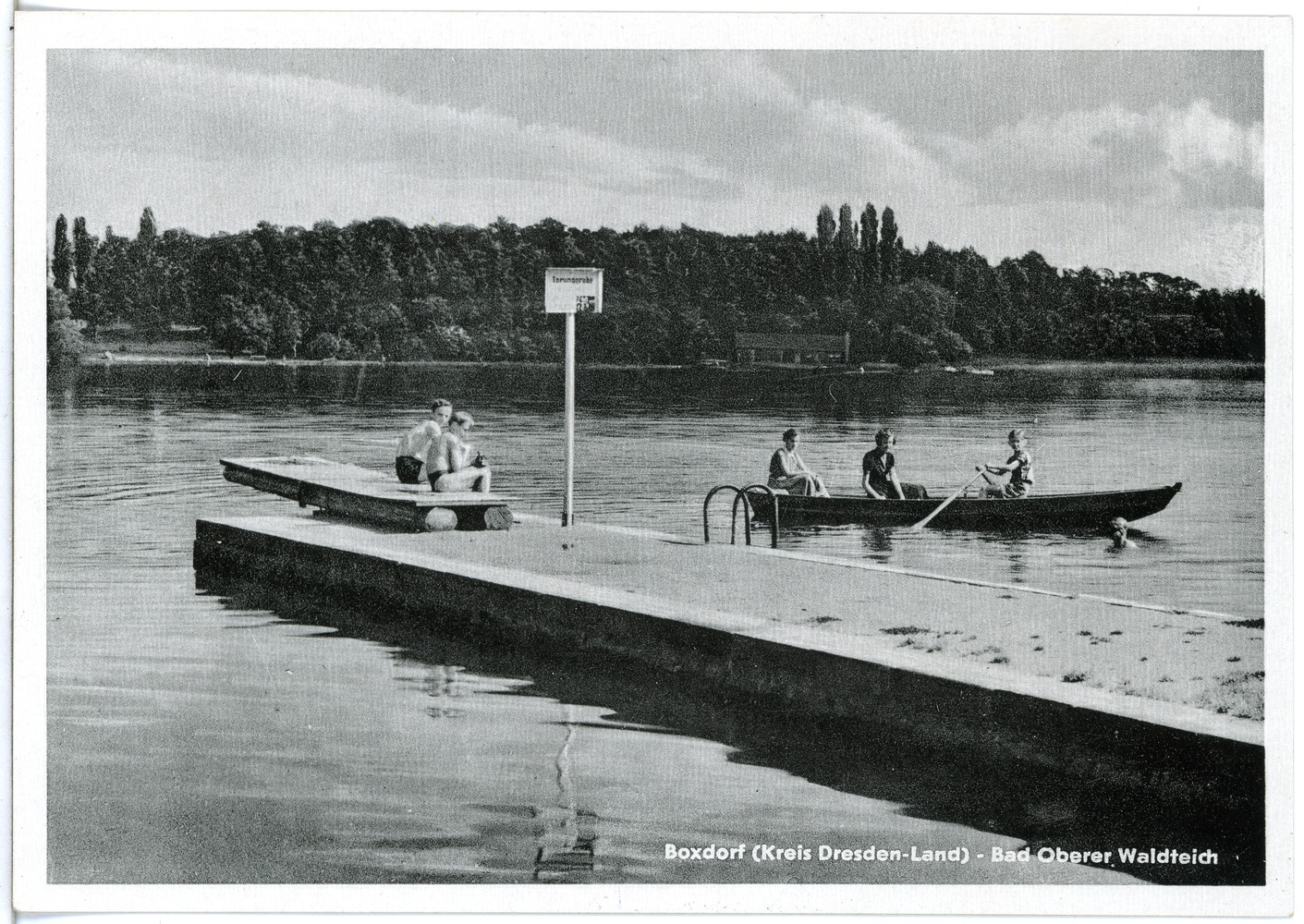
Oberer Waldteich 1957

Der Obere Waldteich befindet sich auf der Flur des Moritzburger Ortsteiles Boxdorf und gehört, mit dem unmittelbar benachbarten Niederen Waldteich, zum Moritzburger Teichgebiet. Der rund 26 ha große Teich wurde um 1530 durch den sächsischen Herzog Georg dem Bärtigen angelegt und dient seit dieser Zeit vor allem der Fischereiwirtschaft. Seit den 1920er Jahren wird der Teich auch touristisch genutzt. So entstanden zwei Bäder und ein Kurheim.